# Équipe cycliste Massi Tactic
L'équipe cycliste Massi Tactic est une équipe cycliste féminine professionnelle basée en Espagne, créée en 2019.

## Classements UCI
Ce tableau présente les places de l'équipe au classement de l'Union cycliste internationale en fin de saison, ainsi que la meilleure cycliste au classement individuel de chaque saison.
| Classement UCI | Classement UCI         | Classement UCI                              | Classement UCI |
| Année          | Classement par équipes | Meilleure coureuse au classement individuel |                |
| -------------- | ---------------------- | ------------------------------------------- | -------------- |
| 2019           | 45e                    | Mireia Benito (510e)                        |                |
| 2020           | 45e                    | Mireia Trias (375e)                         |                |
| 2021           | 27e                    | Špela Kern (118e)                           |                |
| 2022           | 31e                    | Nathalie Eklund (103e)                      |                |
| 2023           | 45e                    | Nikola Nosková (218e)                       |                |
| 2024           | -                      | Paula Blasi (476e)                          |                |
| 2025           | -                      | -                                           |                |
|                |                        |                                             |                |
| Source : UCI   |                        |                                             |                |

Le tableau ci-dessous présente les classements de l'équipe sur l'UCI World Tour féminin, ainsi que sa meilleure coureuse au classement individuel.
| UCI World Tour | UCI World Tour         | UCI World Tour                              | UCI World Tour |
| Année          | Classement par équipes | Meilleure coureuse au classement individuel |                |
| -------------- | ---------------------- | ------------------------------------------- | -------------- |
| 2019           | 40e                    | Teresa Ripoll (215e)                        |                |
| 2021           | 22e                    | Špela Kern (114e)                           |                |
| 2022           | 27e                    | Špela Kern (155e)                           |                |
| 2023           | 39e                    | Nikola Nosková (125e)                       |                |
|                |                        |                                             |                |
| Source : UCI   |                        |                                             |                |

## Massi Tactic en 2022

### Effectif
| Effectif 2022                | Effectif 2022     | Effectif 2022 | Effectif 2022                             |
| Cycliste                     | Date de naissance | Pays          | Équipe précédente                         |
| ---------------------------- | ----------------- | ------------- | ----------------------------------------- |
| Mireia Benito                | 30 décembre 1996  | Espagne       |                                           |
| Maaike Coljé                 | 7 mars 1997       | Pays-Bas      | Restore (2020)                            |
| Nathalie Eklund              | 28 mai 1991       | Suède         | GT Krush Tunap (2021)                     |
| Sofia Gomes                  | 12 août 2003      | Portugal      |                                           |
| Špela Kern                   | 24 février 1990   | Slovénie      | Lviv Cycling Team (2020)                  |
| Corinna Lechner              | 10 août 1994      | Allemagne     | Isorex NoAqua Ladies Cycling (2021)       |
| Belén López (1 janv.–9 juin) | 18 avril 1984     | Espagne       | Lointek (2017)                            |
| Sara Mendez                  | 28 mars 2003      | Espagne       |                                           |
| Martina Moreno Monteys       | 14 septembre 2001 | Espagne       |                                           |
| Aurela Nerlo                 | 11 février 1998   | Pologne       | TKK Pacific Toruń - Nestlé Fitness (2021) |
| Miryam Núñez                 | 10 août 1994      | Équateur      | Liro Sport-El Faro (2021)                 |
| Andrea Ramírez               | 25 septembre 1999 | Mexique       | A.R. Monex Women's (2021)                 |
| Mireia Trias                 | 22 mars 2000      | Espagne       | Sopela Women's Team (2019)                |
|                              |                   |               |                                           |
| Source : UCI                 |                   |               |                                           |

### Victoires
| Victoires | Victoires                                                                | Victoires | Victoires | Victoires       | Victoires |
| Date      | Course                                                                   | Pays      | Classe    | Vainqueur       |           |
| --------- | ------------------------------------------------------------------------ | --------- | --------- | --------------- | --------- |
| 23 juin   | Contre-la-montre féminin aux championnats de Suède de cyclisme sur route | Suède     | CN        | Nathalie Eklund |           |
| 4 août    | 3e étape du Tour d'Uppsala                                               | Suède     | 2.1       | Nathalie Eklund |           |
| 4 août    | Classement général, Tour d'Uppsala                                       | Suède     | 2.1       | Nathalie Eklund |           |

### Classement mondial
| Classement UCI | Classement UCI  | Classement UCI | Classement UCI |
| Coureuse       | Coureuse        | Pays           | Points         |
| -------------- | --------------- | -------------- | -------------- |
| 103e           | Nathalie Eklund | Suède          | 310 pts        |
| 221e           | Špela Kern      | Slovénie       | 127.5 pts      |
| 258e           | Mireia Benito   | Espagne        | 106.5 pts      |
| 344e           | Sofia Gomes     | Portugal       | 75 pts         |
| 583e           | Aurela Nerlo    | Pologne        | 36.5 pts       |
| 630e           | Maaike Coljé    | Pays-Bas       | 30.5 pts       |
| 755e           | Corinna Lechner | Allemagne      | 20 pts         |
| 1036e          | Andrea Ramírez  | Mexique        | 7 pts          |
| 1367e          | Miryam Núñez    | Équateur       | 0.5 pt         |